# Godišnji pokladni ophod mačkara mućkog kraja
Godišnji pokladni ophod mačkara mućkog kraja, nematerijalno zaštićeno kulturno dobro mućkog kraja.

## Opis
Godišnji pokladni ophod mačkara mućkog kraja s područja Muća Gornjeg, Muća Donjeg, Neorića, Sutine, Zelova, Gizdavca, Ogorja Gornjeg i Ogorja Donjeg. Osebujan je zbog barjaka – stabla jablana visokog desetak metara, oguljene kore, koji mačkare nose u svojim ophodima. Pokladni običaji u selima mućkog kraja specifični su zbog uloge barjaka i njime povezanim običajima, unatoč promjenama i njihovu osuvremenjivanju. Sačuvali su stare elemente pokladnih običaja u skupini koja predstavlja svatove s likom dida i babe, dvjema pokladnim figurama uobičajenim od starina i poznatim i u drugim krajevima Hrvatske i kod nekih slavenskih naroda.

## Zaštita
Pod oznakom Z-4844 zaveden je kao nematerijalno kulturno dobro, pravna statusa zaštićena kulturnog dobra, klasificirano kao "običaji, obredi i svečanosti".